# Llano de los Laureles
Llano de los Laureles är en ort i Mexiko.   Den ligger i kommunen Cabo Corrientes och delstaten Jalisco, i den sydvästra delen av landet, 700 km väster om huvudstaden Mexico City. Llano de los Laureles ligger 632 meter över havet och antalet invånare är 526.
Terrängen runt Llano de los Laureles är lite bergig. Runt Llano de los Laureles är det mycket glesbefolkat, med 6 invånare per kvadratkilometer. Närmaste större samhälle är El Tuito, 1,8 km nordväst om Llano de los Laureles. I omgivningarna runt Llano de los Laureles växer i huvudsak lövfällande lövskog.